# Jindřich z Lambergu
Jindřich hrabě z Lambergu (Heinrich Graf von Lamberg) (16. července 1841, Bratislava – 17. října 1929, Ottenstein) byl rakouský šlechtic a rakousko-uherský generál. Od mládí sloužil v armádě a dosáhl hodnosti c. k. generála jízdy. Po starším bratrovi byl dědicem rozsáhlého majetku v Rakousku, Uhrách a Čechách spolu s členstvím v Panské sněmovně.

## Životopis

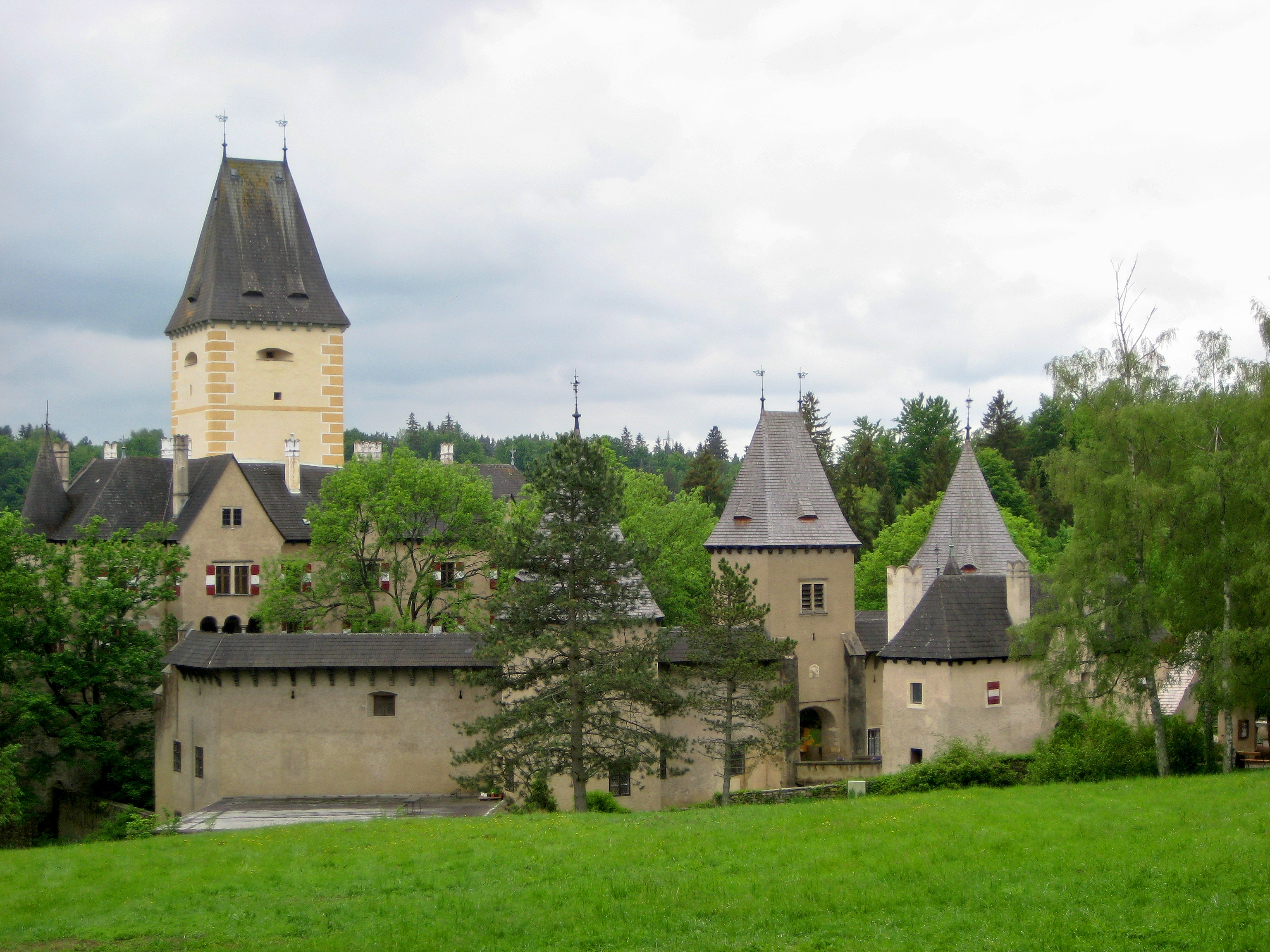
Zámek Ottenstein v Dolním Rakousku

Pocházel ze staré šlechtické rodiny Lambergů, patřil k linii, která v 18. století získala majetek v Uhrách. Narodil se jako nejmladší syn generála Františka Filipa Lamberga (1791–1848), zavražděného za revoluce v Budapešti, a jeho manželky Karolíny, rozené hraběnky Hoyosové (1811–1875). Po soukromých studiích vstoupil v roce 1859 do armády jako kadet. Rychle postupoval v hodnostech (nadporučík 1860, rytmistr 1865, major 1879, podplukovník 1882, plukovník 1886) a sloužil u různých posádek v Rakousku-Uhersku. V roce 1891 byl povýšen na generálmajora a v roce 1895 dosáhl hodnosti polního podmaršála. V roce 1903 byl penzionován s čestnou hodností generála jezdectva. Byl též c. k. komořím (1865) a po odchodu do penze získal titul tajného rady (1903). Od roku 1901 byl po starším bratru Františku Emerichovi také dědičným členem rakouské Panské sněmovny.
Z kdysi široce rozvětveného rodu Lambergů byl na počátku 20. století jedním z mála žijících potomků a po smrti staršího bratra Františka Emericha zdědil v roce 1901 rozsáhlý majetek v Rakousku, Čechách a Uhrách. Největší podíl připadal na majorát Steyr s rozlohou 35 000 hektarů půdy v Horním Rakousku, v Dolním Rakousku vlastnil menší velkostatek Ottenstein. České statky o rozloze přes 3 000 hektarů půdy zahrnovaly Žihobce a Žichovice s hradem Rabí. Další majetek mu patřil v Uhrách (zámek Mór). Horažďovický Spolek pro zachování a udržování historických památek vedl od svého založení v roce 1913 jednání s Jindřichem Lambergem o opravách hradu Rabí. Lamberg nakonec předal hradní zříceniny do správy Spolku v roce 1920 za symbolickou cenu jedné koruny československé.
V roce 1883 se oženil s princeznou Eleonorou Schwarzenbergovou (1858–1938), nejstarší dcerou knížete Adolfa Josefa Schwarzenberga. Eleonora se později stala dámou Řádu hvězdového kříže a c. k. palácovou dámou. Manželství zůstalo bez potomstva.
Díky sňatkům svých starších sester měl Jindřich z Lambergu příbuzenské vazby na několik významných osobností. Jeho švagry byli nejvyšší dvorský maršálek hrabě Antal Szécsen (1819–1896), hrabě Alfons Mensdorff-Pouilly (1810–1894) nebo morganatický syn arcivévody Jana hrabě František z Meranu (1839–1891). Přes svou manželku byl také švagrem knížete Jana Nepomuka Schwarzenberga (1860–1938).